# Avianova

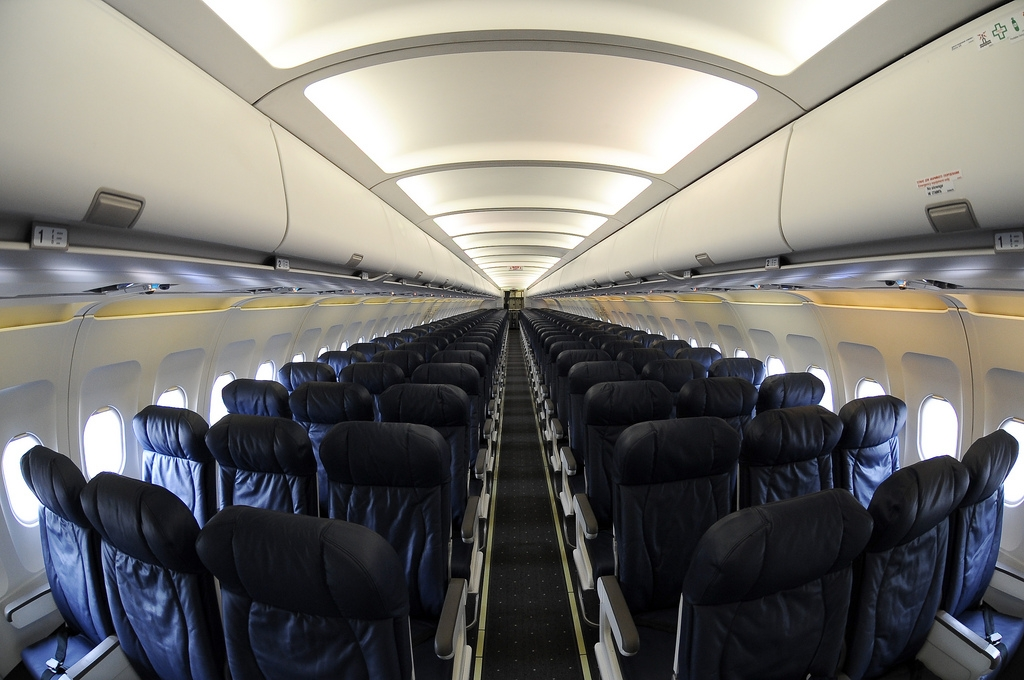
Wnętrze Airbusa A320 należącego do Avianova

Avianova – rosyjska tania linia lotnicza z siedzibą w Moskwie działająca w latach 2009–2011. Głównym węzłem był Port lotniczy Moskwa-Szeremietiewo. 9 października 2011 Avianova zawiesiła swoją działalność z powodu bankructwa.

## Kierunki lotów
- Rosja
  - Anapa – Port lotniczy Anapa
  - Archangielsk – Port lotniczy Archangielsk
  - Astrachań – Port lotniczy Astrachań-Narimanowo
  - Gelendżyk – Port lotniczy Gelendżyk
  - Jekaterynburg – Port lotniczy Jekaterynburg
  - Królewiec – Port lotniczy Kaliningrad
  - Kurgan – Port lotniczy Kurgan (od 9 kwietnia 2011)
  - Moskwa – Port lotniczy Szeremietiewo hub
  - Niżniekamsk – Port lotniczy Niżniekamsk
  - Perm – Port lotniczy Perm
  - Rostów nad Donem – Port lotniczy Rostów nad Donem
  - Petersburg – Port lotniczy Petersburg-Pułkowo
  - Samara – Port lotniczy Samara
  - Soczi – Port lotniczy Soczi-Adler
  - Surgut – Port lotniczy Surgut (od 9 kwietnia 2011)
  - Tiumeń – Port lotniczy Tiumeń (od 9 kwietnia 2011)
  - Ufa – Port lotniczy Ufa
  - Uljanowsk – Port lotniczy Uljanowsk
  - Wołgograd – Port lotniczy Wołgograd

## Flota
Flota Avianova – stan na 23 kwietnia 2010.